# 天炉座χ¹
天爐座χ，又名CD-36 1290，HD 21423、SAO 194289、HR 1042，是天爐座的一颗恒星，视星等为6.39，位于銀經237.74，銀緯-56.16，其B1900.0坐标为赤經3h 22m 3.9s，赤緯-36° -56.16′ 16″。